# Совет Временного областного правительства Урала
Сове́т Вре́менного Областно́го Прави́тельства Ура́ла (сокр. Сове́т ВОПУ) — высший исполнительно-распорядительный и законодательный орган на территории Урала.

## Создание
После освобождения города от красных сил, Екатеринбургская городская дума, а также избранные администрации других городов возобновляют свою работу, возвращаются депутаты Учредительного Собрания от Пермской губернии, одномоментно же начинаются конфликты между КОМУЧем и Временным Сибирским правительством (ВСП) за контроль над Уралом. В это же время предприниматели и интеллектуалы Екатеринбурга всё больше начинают обсуждать будущее возможное политическое устройство Российского Государства, в которой, как считалось в интеллектуальных кругах, должна была быть федеративное устройство по принципу экономического районирования, что развивало идеи автономизма и областничества.
Уже 1 августа в целях разрешения конфликта между КОМУЧем и ВСП созывается Межпартийная Уральская комиссия, которая должна была бы разрешить вопрос принадлежности новоприобретённых территорий. К 10 августа ВСП при длительных дебатах с местными политическими силами соглашается предоставить новым территориям автономию и сформировать там отдельное правительство:
...обладая фактической властью над освобожденной территорией Урала, передает ее Временному областному Уральскому правительству по всем делам, кроме затрагивающих ведомства военное, путей сообщения, почты, телеграфа и иностранных дел.Премьер-министр ВСП П.В. Вологодский
Однако, даже так ВСП не оставляла попытки сохранять контроль над территориями: Кроль упрекал премьер-министра ВСП за то, что он затянул утверждение акта о передаче региональной власти на Урале местному правительству, но не оспаривал их право на руководство регионом по итогу межпартийной комиссии. Выдвинутые на заседаниях межпартийной комиссии кандидаты в члены правительства прошли через голосование на заседании кабинета министров ВСП уже 13 августа, где ВСП приставила Уполномоченного ВСП по ВОПУ — С.С. Постникова, который обладал правом вето на все решения совета и простановку действия их решений. Таким образом, была провозглашена автономия со вполне конкретными ограничениями и прямо подчинённая ВСП.
Резкий поворот событий случился 18 августа, когда уже одобренный Совет и комиссия, состоявшая из уральских политических деятелей, слишком ревностно отнеслась к своему автономному статусу, и уведомила министра финансов ВСП И.А. Михайлова, что межпартийная комиссия в одностороннем порядке разрывает все соглашения и договорённости с Сибирской Республикой, формируя Совет ВОПУ и формируя автономию 19 августа, а 20 августа выпуская манифест о своей независимости и отказа от автономного статуса в составе Сибирской Республикой, освобождая себя от любых обязательств.

## Состав
Совет ВОПУ состоял из Управляющих 8 главных управлений (ГУ, то есть министерств), двое из которых также являлись Председателем Совета и его Заместителем. Часть полномочий несуществующих ГУ исполняли на себе ГУ наиболее схожие по этому направлению. Например, внешние сношения, в частности вопросы о формировании единого общероссийского органа власти, передавались ГУ финансов и лично его управляющему Кролю, из-за чего его полномочия часто переходили к заместителю управляющего — меньшевику В. А. Всеволожскому.
При Совете действовал отдельный институт особых уполномоченных, которые доносили принципы политики Совета до населения Урала и исполняли представительные функции.
| Должность                                              | Член Совета (Годы жизни)                   | Партия       |
| ------------------------------------------------------ | ------------------------------------------ | ------------ |
| Председатель Совета ВОПУ                               | Павел Васильевич Иванов (1867—1932)        | КДП          |
| Управляющий ГУ торговли и промышленности               | Павел Васильевич Иванов (1867—1932)        | КДП          |
| Товарищ (заместитель) председателя Совета ВОПУ         | Лев Афанасьевич Кроль (1871—1931)          | КДП          |
| Управляющий ГУ финансов                                | Лев Афанасьевич Кроль (1871—1931)          | КДП          |
| Управляющий ГУ земледелия и государственного имущества | Александр Васильевич Прибылёв (1857—1936)  | ПСР          |
| Управляющий ГУ народного просвящения                   | Владимир Михайлович Анастасьев (1878—19??) | ПСР          |
| Управляющий ГУ внутренних дел                          | Николай Васильевич Асейкин (1886—1921)     | ПНС          |
| Управляющий ГУ труда                                   | Петр Васильевич Мурашев (1880—1949)        | РСДРП(м)     |
| Управляющий ГУ юстиций                                 | Николай Николаевич Глассон (1870—19??)     | Беспартийный |
| Управляющий ГУ горных дел                              | Антон Евгеньевич Гутт (1880—1937)          | Беспартийный |

## Деятельность
За время своей деятельности, Совет ВОПУ провёл 61 заседание и принял 77 постановлений, которые были опубликованы в шеститомном Собрании узаконений Временного областного правительства Урала, первый из которых вышел в свет 27 августа, а последний — 15 ноября 1918 года. Также, в данном собрании сохранились циркуляры, распоряжения и приказы, в том числе и по отдельным ГУ. При этом, Совет ВОПУ должен был осуществлять свою деятельность в соответствии с собственной декларацией.

### Декларация принципов Совета ВОПУ
В декларации Временного Уральского правительства от 27 августа 1918 года была заявлена программа, содержавшая, в числе прочего, следующие основные положения:
- Сохранение демократических свобод;
- Равноправие всех религий и наций, право на их культурное самоопределение; осуждение большевистского декрета об отделении церкви от государства;
- Содействие развитию промышленности Урала, восстановление прав частной собственности и предпринимательства в промышленности, торговле и банковском деле;
- Возвращение заводов к их прежним владельцам; национализация отдельных предприятий в случае появления государственной необходимости;
- Сохранение восьмичасового рабочего дня[4] и сложившейся системы социального страхования; установление заработной платы по взаимному соглашению предпринимателей и трудящихся, но не менее фиксированного прожиточного минимума;
- Сохранение земли в руках её фактических пользователей до окончательного решения вопроса Учредительным собранием;
- Содействие Белой армии;
- Возобновление деятельности органов местного самоуправления; восстановление прав и отношений, запрещённых большевистскими декретами.

### Основная идея деятельности
Основной идеей, которой строго придерживались в Совете и был одним из самых частых объектов обсуждений на заседаниях, был вопрос о противостоянии Временному Сибирскому Правительству и их попыткам поставить Урал под собственный контроль. По данному вопросу было составлено большое количество записок, где детально разбирались и перечислялись факты посягательств министров и уполномоченных ВСП на территорию, деятельность или суверенитет ВОПУ. Это приводило ко множественным конфликтам, спорам и притязаниям за территории, их контроль, подчиняемость местных органов власти, борьбе за инфраструктуру и бюджетные средства. Однако, Совет понимал реализм положения дел, и иногда шёл на послабления и уступки по отношению к ВСП, признавая в нём и КОМУЧе центры притяжения власти.

### Промышленное регулирование
Одним из ключевых направлений внутренней политики ВОПУ стала деятельность по регулированию промышленности. За это отвечало Главное управление горных дел во главе с А.Е. Гуттом. Так был сформирован Уральский промышленный комитет — коллегиальный исполнительно-представительный орган управления горными предприятиями Урала. Он был учрежден постановлением ВОПУ от 9 сентября 1918 г., хотя по взаимной договоренности ВОПУ и ВСП к его созданию приступили с 25 августа.
Таким образом, фактически всё управление предприятиями перешло к Бюро УПК, состоявшего из семи человек: председателя А.И. Гутта, государственного контролера Н.Н. Игнатьева, представителя ВСП С.С. Постникова и трех инженеров, один из которых был от технического отдела чехословацкий войск. Причём, это Бюро действительно фактически контролировало и управляло большинством предприятий и горнодобывающими округами, что значимо повлияло на производственные и промышленные мощности ВСП и ВОПУ.
При этом, основным принципом регулирования промышленности ВОПУ и Бюро видело не в денационализации предприятий, а в налаживании процесса управления уральскими предприятиями с целью последующего промышленного развития и создания промышленной базы. Так, при обсуждении данного вопроса в Комитете, тот пришёл к выводу о том, что текущая ситуация не позволяет передать управление предприятиями их владельцам или директорам, а также начав рассылать на предприятия своих уполномоченных, которые занимались вопросами управления предприятиями от лица Комитета, что привело к централизации большей части промышленности и экономики Урала.
С сентября, после успешного промышленного регулирования, остро стал вопрос о финансировании УПК и его предприятий. Частично деньги поступали самим ВОПУ, оставшиеся средства выделялись ВСП. Деньги активно тратились на выплату зарплат, восстановление работы предприятий, сырьё и старт производства. Таким образом, несмотря на широкое финансирование ВСП предприятий, железных дорог и инфраструктуры, именно ВОПУ решала о том, как куда и сколько направить средств, и никак не теряла контроль над промышленностью и инфраструктурой региона.

## Оценки
В ряде современных исследований действия, предпринимавшиеся Временным правительством Урала в чрезвычайно тяжёлых условиях практически полного отсутствия необходимых ресурсов и сложнейшей внутриполитической ситуации, оцениваются весьма высоко. Так, по мнению П. И. Костогрызова, социально-экономическая политика Уральского правительства, которая может быть охарактеризована как политика сознательного и последовательного классового компромисса, «…была вполне разумной и способствовала нормализации экономической жизни региона». Основную заслугу правительства он видит в том, что «…экономическое положение Урала было стабильнее и лучше, чем территорий, контролируемых красными». «…Омск был освобожден ранее Екатеринбурга чисто случайно. Это дало возможность сформироваться Сибирскому правительству в Омске, а не в Екатеринбурге… Нет сомнения, что Уральское правительство было сильнее Омского. Кто знает, возможно, результаты восстания белых были бы совсем иные, если бы власть принадлежала лицам, вошедшим в правительство Урала».